# Halowe Mistrzostwa Świata w Lekkoatletyce 1987 – bieg na 200 m kobiet
Bieg na 200 metrów kobiet – jedna z konkurencji biegowych rozgrywanych podczas halowych mistrzostw świata w  hali Hoosier Dome w Indianapolis. Eliminacje i półfinały zostały rozegrane 6 marca, a bieg finałowy 7 marca 1987. Zwyciężyła reprezentantka Niemieckiej Republiki Demokratycznej Heike Drechsler, która na tych mistrzostwach triumfowała również w skoku w dal. W finale ustanowiła halowy rekord świata z wynikiem 22,27 s. Tytułu zdobytego na światowych igrzyskach halowych w 1985 nie broniła Marita Koch z NRD.

## Rezultaty

### Eliminacje
Rozegrano 4 biegi eliminacyjne, do których przystąpiło 20 biegaczek. Awans do półfinałów dawało zajęcie jednego z pierwszych dwóch miejsc w swoim biegu (Q). Skład półfinałów uzupełniły cztery zawodniczki z najlepszym czasem wśród przegranych (q).
Opracowano na podstawie materiału źródłowego.

#### Bieg 1
| Miejsce | Zawodniczka     | Czas  | Uwagi |
| ------- | --------------- | ----- | ----- |
| 1       | Heike Drechsler | 23,21 | Q     |
| 2       | Alice Jackson   | 23,63 | Q     |
| 3       | Daniela Ferrian | 24,37 | q     |
| 4       | Janet Montas    | 25,91 |       |
| –       | Selmi Keamel    | DNS   |       |
| –       | Regina Nigba    | DNS   |       |

#### Bieg 2
| Miejsce | Zawodniczka    | Czas  | Uwagi       |
| ------- | -------------- | ----- | ----------- |
| 1       | Els Vader      | 23,87 | Q           |
| 2       | Rufina Ubah    | 24,71 | Q           |
| 3       | Diane Dunrod   | 25,28 | [ 2 ] [ 3 ] |
| 4       | Joyce Odhiambo | 25,30 | [ 2 ] [ 3 ] |
| 5       | Oliver Acii    | 26,24 | [ 2 ] [ 3 ] |

#### Bieg 3
| Miejsce | Zawodniczka                | Czas  | Uwagi       |
| ------- | -------------------------- | ----- | ----------- |
| 1       | Merlene Ottey-Page         | 23,63 | Q           |
| 2       | Mary Onyali                | 23,77 | Q           |
| 3       | Blanca Lacambra            | 24,13 | q           |
| 4       | Norfalia Carabalí          | 24,85 | q           |
| 5       | Svanhildur Kristjónsdottir | 25,27 |             |
| 6       | Christa Schumann           | 25,38 | [ 2 ] [ 3 ] |

#### Bieg 4
| Miejsce | Zawodniczka            | Czas  | Uwagi       |
| ------- | ---------------------- | ----- | ----------- |
| 1       | Marie-Christine Cazier | 23,80 | Q           |
| 2       | Angela Phipps          | 23,81 | Q           |
| 3       | Grace Jackson          | 24,12 | q           |
| 4       | Cecilia Núñez          | 24,89 | [ 2 ] [ 3 ] |
| 5       | Ana María Luzio        | 28,92 | [ 2 ] [ 3 ] |
| –       | Esther Kavaya          | DNS   |             |

### Półfinały
Rozegrano 2 biegi półfinałowe, w których wystartowało 12 biegaczek. Awans do finału dawało zajęcie jednego z trzech pierwszych miejsc w swoim biegu (Q).
Opracowano na podstawie materiału źródłowego.

#### Bieg 1
| Miejsce | Zawodniczka            | Czas  | Uwagi       |
| ------- | ---------------------- | ----- | ----------- |
| 1       | Heike Drechsler        | 22,84 | Q,          |
| 2       | Grace Jackson          | 23,36 | Q           |
| 3       | Angela Phipps          | 23,49 | Q           |
| 4       | Marie-Christine Cazier | 23,59 |             |
| 5       | Rufina Ubah            | 24,73 |             |
| 6       | Norfalia Carabalí      | 24,76 | [ 4 ] [ 5 ] |

#### Bieg 2
| Miejsce | Zawodniczka        | Czas  | Uwagi |
| ------- | ------------------ | ----- | ----- |
| 1       | Merlene Ottey-Page | 22,86 | Q     |
| 2       | Mary Onyali        | 23,51 | Q,    |
| 3       | Alice Jackson      | 23,52 | Q,    |
| 4       | Els Vader          | 23,78 |       |
| 5       | Daniela Ferrian    | 24,09 |       |
| 6       | Blanca Lacambra    | 24,44 |       |

### Finał
Opracowano na podstawie materiału źródłowego.
| Miejsce | Zawodniczka        | Czas  | Uwagi             |
| ------- | ------------------ | ----- | ----------------- |
| 1       | Heike Drechsler    | 22,27 | [ 1 ] [ 6 ] [ 7 ] |
| 2       | Merlene Ottey-Page | 22,66 | [ 6 ] [ 7 ]       |
| 3       | Grace Jackson      | 23,21 |                   |
| 4       | Alice Jackson      | 23,55 |                   |
| 5       | Mary Onyali        | 23,56 |                   |
| 6       | Angela Phipps      | 23,77 |                   |